# Claudia R. Binder

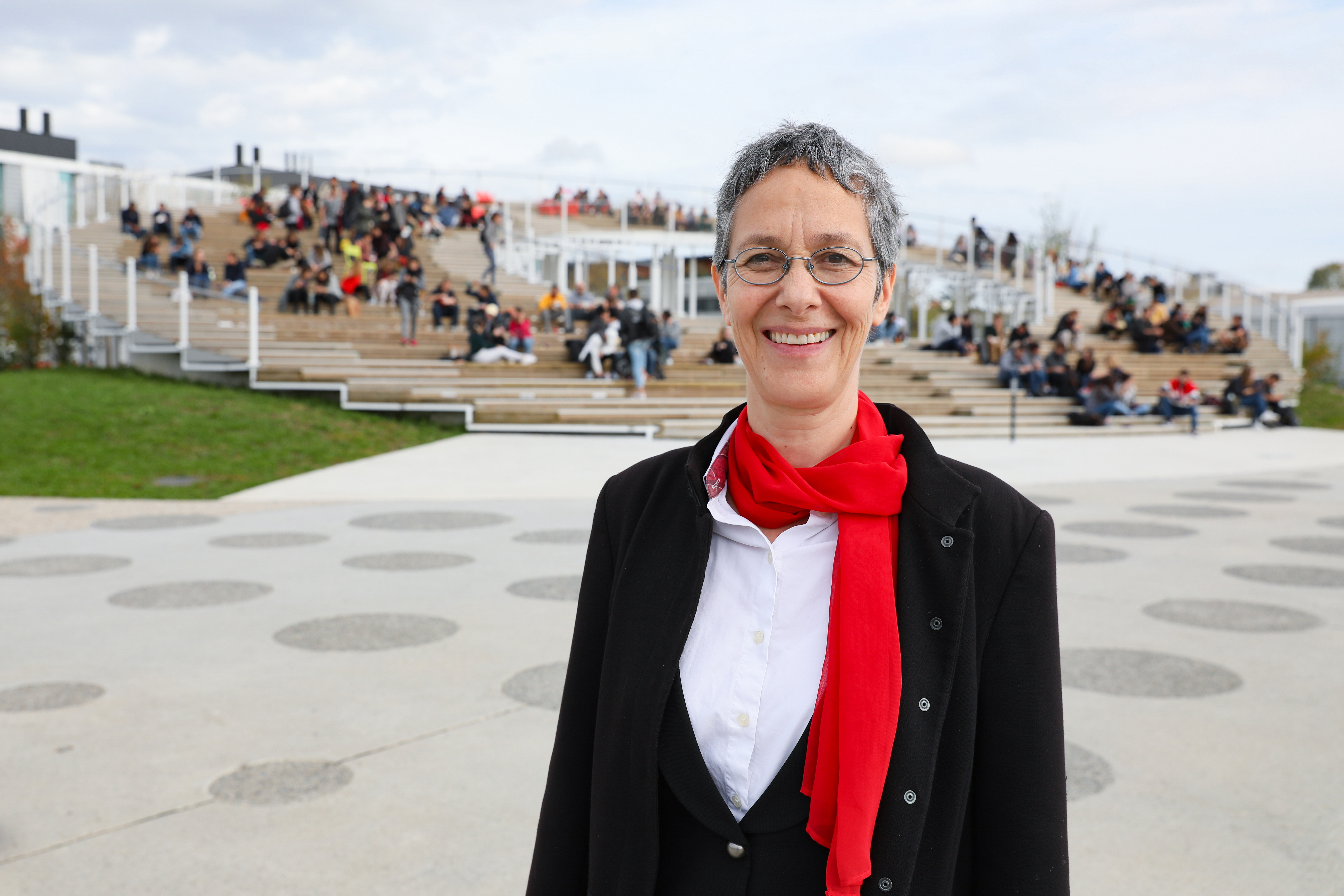
Claudia R. Binder vor der Agora Lombard Odier an der EPFL

Claudia R. Binder (* 1966 in Montreal) ist eine schweizerisch-kanadisch-kolumbianische transdisziplinäre Wissenschaftlerin, die sich mit Nachhaltigkeitsfragen und Mensch-Umwelt-Systemen beschäftigt. Seit März 2016 hat sie als ordentliche Professorin den Mobiliar-Lehrstuhl für Urban Ecology and Sustainable Living an der École polytechnique fédérale de Lausanne (EPFL) in der Schweiz inne und ist Gründungsdirektorin des Laboratory for Human-Environment Relations in Urban Systems (HERUS) an der School of Architecture, Civil and Environmental Engineering (ENAC) der EPFL. Seit Januar 2020 ist sie Dekanin des ENAC an der EPFL.

## Karriere
Von 1985 bis 1996 studierte Binder an der ETH Zürich, wo sie zunächst einen Abschluss in Biochemie und dann einen Doktortitel in Umweltwissenschaften erwarb. Danach arbeitete sie als Postdoktorandin an der University of Maryland, USA. 1998 kehrte sie als leitende Forscherin an die ETH Zürich zurück, um am Institute for Natural and Social Science Interface die Wechselwirkung zwischen Mensch und Umweltsystemen zu untersuchen. Im Jahr 2006 wurde Binder zur Assistenzprofessorin am Geographischen Institut der Universität Zürich ernannt. 2009 wechselte sie an die Universität Graz in Österreich, wo sie zur ordentlichen Professorin für Systemwissenschaften ernannt wurde. 2011 wurde sie ordentliche Professorin für Mensch-Umwelt-Beziehungen am Geographischen Institut der Ludwig-Maximilians-Universität München. Binder kam im März 2016 an die EPFL und gründete das Laboratory for Human-Environment Relations in Urban Systems (HERUS) an der School of Architecture, Civil and Environmental Engineering (ENAC), wo sie auch den Mobiliar-Lehrstuhl für Urban Ecology and Sustainable Living innehat.
An der EPFL ist Binder im Übrigen akademische Leiterin von Design Together, einer fächerübergreifenden Lehrinitiative. Im Jahr 2018 wurde sie in die Direktion des Energy Center berufen und 2019 als Leiterin der Arbeitsgruppe zur Energie- und Nachhaltigkeitsstrategie der EPFL.

## Forschung
Ihre Forschung umfasst die Analyse, Modellierung und Bewertung des Übergangs städtischer Systeme zur Nachhaltigkeit. Sie befasst sich insbesondere damit, wie die Dynamik des städtischen Stoffwechsels besser analysiert werden können, was eine nachhaltige Stadt auszeichnet und welche Faktoren Transformationsprozesse beeinflussen. Dabei kombiniert sie sozial-,  und naturwissenschaftliche Erkenntnisse verknüpft mit Methoden aus den Data Sciences. Ihre Forschung konzentriert sich auf Nahrungsmittel, Energie sowie nachhaltiges Leben und Verkehr in städtischen Systemen.

## Privates Leben
Binder wurde in Montreal, Kanada, geboren und verbrachte den grössten Teil ihrer Kindheit in der Schweiz und in Kolumbien.

## Auszeichnungen
Mitgliedschaften:
- Mitglied des Forschungsrates des schweizerischen Nationalfonds (SNF) (2016)[9]
- Mitglied der Fachkommission des SNF für das Nationale Forschungsprogramm 71 (Energiewende)[10]
- Mitglied des Swiss Competence Centers for Energy Research (SCCER)[8]
- Mitglied der Steuerungsgruppe Nachhaltigkeitsforschung der Akademien der Wissenschaften Schweiz[11]
- Mitglied des Universitätsrates der Ludwig-Maximilians-Universität München (2019)
- Mitglied der Academia Europaea (2022)[12]

## Publikationen
Publikationen von Claudia R. Binder indexiert auf Google Scholar.